# 安丘董家庄汉画像石墓
安丘董家庄汉画像石墓，位于山东省潍坊市安丘市潍安路，是中华人民共和国全国重点文物保护单位之一。
2006年12月7日，公布为山东省文物保护单位，2013年5月公布为全国重点文物保护单位，是一座古墓葬。